# 山崎久太郎
山崎 久太郎（やまざき　きゅうたろう、1864年12月3日（元治元年11月5日）- 1942年（昭和17年）9月28日）は、明治期の製鋼技術者、大正期から戦前昭和期に活躍した実業家。官営八幡製鉄所に先立ち、日本で最初の民間平炉を創設した。

## 人物
肥前国（現佐賀県）唐津藩藩士の子として生まれる。官営八幡製鉄所に先立ち、日本で最初の民間平炉を創設した。製鉄技術習得のため官費でドイツ留学した際、鉄の技術の先端が鋼に転換する様子を目の当たりにして先進の製鋼技術を積極的に習得した。この時得た知識や経験、技術に基づく製鋼法の理解者や有力な支援者が集まり会社が設立され日本鋳鋼所（現日本製鉄株式会社関西製鉄所製鋼所地区）が創設された。日本最初の本格的な製鋼所として平炉で鋳鋼品の生産を開始した。その後は実業家として苛性ソーダの工業化や鋼製建具事業などにも取り組んだ。

### 業績
- 明治期にいち早く製鋼の重要性と将来性に着目し、自らの判断で製鋼の知識と技術を海外で積極的に習得した。この結果日本で最初の本格的な平炉を創設し、鋳鋼品の生産を開始した。
- 製鋼の先駆者として欧米から最新の技術を導入して製鋼の更なる近代化に取り組み、鉄道、船舶、鉱山など産業界や国防で必要とされた高性能な鋳鋼品の国産化を進展させた。長期間にわたり鋳鋼所の経営に従事し、鋳鋼の生産技術の向上や生産拡大、品質向上、コスト低減、人材育成などに努めて鉄鋼業の発展に大きな貢献をした。特に、鉄道車輪に関しては新幹線から路面電車、鉱山鉄道まで国内唯一の鉄道車輪工場としての地位が今日まで継承されている。
- 苛性ソーダの工業化や耐火建築材である鋼製建具の製造などに事業を拡げて近代産業を興隆し、実業家として経済界にも幅広い人脈を築いた。

### 系譜・家族
山崎家の伝承によると祖先は大和国（現奈良県）山崎（現生駒市山崎町）の出身。7世紀半ば天智天皇（中大兄皇子）の頃、郡司を命ぜられ一族は遠江国（現静岡県）佐野郡家代村（後に分村により弓削村、現掛川市遊家）へ移動。山崎家代々は寛政4年（1792年）に至るまで同郡で上垂木村（現掛川市上垂木）にある天櫻天王社（現雨櫻神社）の神職を継いだ。山崎家は分家した弟の子孫にあたり、はじめ万治2年（1659年）掛川藩に移封された井伊家（初代藩主井伊直好）に仕えた。宝永3年（1706年）第4代藩主井伊直矩の越後与板藩への転封に伴い浪人。宝永8年（1711年）入封した掛川藩の小笠原家初代藩主小笠原長煕に仕えた。延享3年（1746年）第3代藩主（小笠原長恭）転封により陸奧棚倉藩へ移った。 文政元年（1818年）山崎久太郎の祖父邦久（久近）は棚倉藩第3代藩主（小笠原長昌）転封に従い肥前国（現佐賀県）唐津に移動した。
久太郎の父庄蔵（久正）は唐津藩藩士。娘婿の山崎甚五郎は山梨高等工業学校（現山梨大学工学部）の初代学校長。孫に山崎升（東京工業大学名誉教授）らがいる。

## 年譜

### 技師として
1864年（元治元年）12月、肥前国（現佐賀県）唐津藩藩士山崎庄蔵の長男として誕生。父庄蔵は御徒目付8石3人扶持であったが、明治維新後は藩制制定、廃藩置県を経て監察権小属を命じられた。
1887年（明治20年）9月、蔵前職工学校（現東京工業大学）（機械工芸部機械科）を第2期生として卒業。当時職工は技師の意。10月、帝国大学工科大学（現東京大学工学部）雇機械工学教室詰、真野文二教授に師事。1890年（明治23年）に技手。
1893年（明治26年）8月、航路標識監理所（技手）を経て日本銀行建築所（技手）勤務となる。親戚筋の同郷唐津出身の辰野金吾に勧められ建設計画中の同行本館の建築に従事した。辰野は帝国大学教授で日本銀行本館（旧本館として現存）の設計監督者。日本銀行本館は1896年（明治29年）2月に竣工。
1894年（明治27年）7月、日清戦争勃発。
1896年（明治29年）3月、日清戦争の戦勝気分で国民意識が高揚している中、帝国議会により製鉄所官制が公布された。政府はドイツ最大で銑鋼一貫生産のグーテホフヌング製鉄所（GHH、ルール地方の工業都市オーバーハウゼンに所在）を範にとってその技術体系を官営八幡製鉄所に移転する計画であった。官営製鉄所創設の立役者は松方正義と農商務大臣の榎本武揚と言われている。和田維四郎（後に長官）や大島道太郎（技監）、小花冬吉（銑鉄部長）らの幹部が任命された。山崎は製鉄所工務部（技手）勤務となった。
1897年（明治30年）3月、農商務省より製鉄所建設に必要な製鉄技術習得のため総勢10名の技術者が選ばれ、山崎はその内の青年6名の一人としてドイツへの長期派遣を命ぜられた。当時、ヨーロッパは産業革命後の隆盛期で、先端技術は従来の鉄の時代から鉄道車輪や大砲などの武器などをつくる鋳鋼の時代に移行しつつあった。山崎が政府から与えられた研究テーマは製鉄用ロール技術であったが、山崎は最先端の鋳鋼の発展にいち早く着目した。山崎は同じ蔵前職工学校出身で3年後輩の羽室庸之助とともにもっぱら鋳鋼（製鋼）技術を習得することを誓い合った。両名は大胆にも所命の研究をそこそこにオーバーハウゼン隣接の中核工業都市エッセンにあるクルップ社などで最新の鋳鋼の研究に専念した。当時良質な鋼を得るための製鋼法としては平炉が主流であった。この頃、日本は鋼を主にヨーロッパからの輸入に頼っており、戦時には輸入が途絶える恐れがあった。
1899年（明治32年）、山崎は2年間の技術習得期間が終了し羽室とともにベルギーのアントワープ港から日本郵船の「常陸丸」で帰国の途についた。この時、両名は安宿で滞在費を切り詰めながら現地で買い集めた鋳鋼製造の大型機械や設備を船に積み込み、自分たちは船賃の最も安いデッキパッセンジャー（steerage）に混じり約60日間の甲板上での生活を始めた。日本に帰国後、現地で鋳鋼の研究をした事情を上司に詳しく述べ、農商務大臣に引き続き鋳鋼製造の試験に従事したい旨嘆願した。しかしながら両名の願いは聞き入れられず休職を命じられた。切羽詰まった山崎は羽室と共に蔵前職工学校時代の恩師平賀義美を訪ね、窮状を打ち明け自分の思いを話した。山崎は平賀から鋳鋼製造の将来性や習得した技術・知識に関する良き理解と強力な支持をとりつけ、話は一時住友家による鋳鋼会社設立まで大きく発展した。平賀は大阪商品陳列所長（後に大阪織物会社を創業、日本初の工学博士）で住友家嘱託もしており、住友家から厚い信頼を得ていた。
1899年（明治32年）9月、平賀の尽力と斡旋により河上謹一（住友理事）、片岡尚輝、浅村三郎らから3万円余の出資を得て、短期間のうちに日本鋳鋼合資会社が設立された。浅村三郎は日本最初の特許事務所である浅村内外特許事務所の創設者で蔵前職工学校機械工芸部の一年先輩、第1回卒業生。山崎は羽室とともに河上謹一ら新会社の経営陣の支援を受けて、直ちに日本鋳鋼所の工場建設に着手した。工場敷地は大阪府西成郡伝法村（現大阪市此花区伝法3丁目、現伝法小学校敷地）で、伝法が創業地である鴻池組が工場を建設。所長は片岡尚輝、技師長山崎、羽室技師ら職員8名、工員24名の体制で操業開始に臨んだ。鋳鋼用の小型シーメンス式平炉（3㌧半）を1基設置し、同時にドーソン式ガス発生炉1基を備えた。これまでも陸軍の大阪砲兵工廠や海軍工廠で外国技術も導入し製鋼が試みられていたが、すべて失敗に終わっていた。
1900年（明治33年）3月、日本鋳鋼所は平炉の点火試験を行い試運転を開始した。徹夜の連続で幾多の困難を乗り越え、日本で最初の民間平炉を稼働させた。しかし稼働開始後も技術未熟のため所要とする製品が容易にできず、会社は大きな損失を出した。なお、官営八幡製鉄所の高炉が稼動したのは翌1901年（明治34年）2月のことである。
その後日本鋳鋼所の生産体制はほぼ整備されたものの、折からの金融恐慌の影響を受けて経営に行き詰まり、1901年（明治34年）6月、住友家（住友総本店）の住友吉左衛門友純が日本鋳鋼所の事業を買収し、住友家の個人経営による住友鋳鋼場として事業継承された。住友家は1897年に大阪伸銅場を創設し経営していたものの、鉄鋼業については重要な基礎産業であると認め将来性を嘱望していた。日本鋳鋼所の買収により、住友家は鉄鋼業に第一歩を印した。友純は、技師長の山崎久太郎に住友鋳鋼場長心得を命じ、技師羽室庸之助以下20名の職員と160名の工員もそのまま引き継いだ。
1901年（明治34年）7月、山崎は住友鋳鋼場長（後に支配人）に就任し工場経営の責任者となった。彼の下に設計・工作・会計の3係が設けられた。工場規模は操業開始当時と同じ3㌧半平炉1基を根幹とする平炉鋳鋼業の最小単位であったが、その後順次工場と機械設備の充実が図られた。1902年（明治35年）、住友鋳鋼場では平炉2基に設備増強が図られ、年産2,000㌧の製鋼能力、日産約6㌧の鋳造能力を備えた。製造は支配人の山崎の意のごとく順調には進まなかったが、漸次技術改良を重ねて製品品質も向上を示すようになった。製品は全て鋳鋼品で、種類は鉄道用品、船舶用品、鉱山用品、錨、金敷など多方面にわたったが、新たに鋼塊を製造開始し製品に追加した。創業当時から鋳鋼製車輪を生産しており、中でも注目すべき製品の一つは軽量・堅牢かつ摩耗に耐えるトロッコ車輪であった。ここで作られた鋳鋼製車輪は輸入のチルド車輪に比べ5倍の耐久力があり、各地の鉱山で採用された。鋳鋼製車輪は錨とともに、大正期半ば頃までは同鋳鋼場の代表的製品の一つとなった。第二次世界大戦後は国内唯一の鉄道車輪として生産開始され、新幹線など世界最先端の技術の一翼を担った。その後も高精度真円技術を有する唯一の鉄道車輪工場としての地位が継承され、ドイツ鉄道（DB）ICEにも採用されている。
1903年（明治36年）4月、支配人となっていた山崎は新技術導入と事業経営研究のためヨーロッパとアメリカに長期出張した。11月に帰国。帰国後の12月、住友鋳鋼場は大阪で開催された第5回内国勧業博覧会に1㌧半鋼塊ほか多数の製品を出展し名誉銀牌を授与された。この頃、海軍工廠からも受注するなど住友鋳鋼場の存在もようやく広く社会に認められるようになり、事業体制がほぼ整った。
1904年（明治37年）2月、日露戦争の勃発とともに、各地の海軍工廠から錨の緊急注文を大量に受けた。昼夜増産に努めこれに応じ、終戦まで盛況が続いた。山崎は、技術向上と原価削減の努力を続け成果を上げた。鉄道作業局（後の帝国鉄道庁、鉄道省）は同局で使用する鉄道車輪などの鋳鋼品について外国製品の代替品として住友鋳鋼場の製品を認定した。
1905年（明治38年）、清国と初めて輸出契約を締結。翌年、住友鋳鋼場として初の製品輸出を行った。
1907年（明治40年）、住友鋳鋼場は大阪市西区島屋町（現此花区島屋5丁目）に近代的新工場を建設し、創業の地である伝法から移転した。1899年（明治32年）に稼働開始し8年間操業を続けた伝法工場は操業を停止した。この頃、鉄道庁用の鋳鋼製輪心の注文を受け輪軸の製作も行った。
同年6月、京都帝国大学理工科大学を卒業した斉藤甚五郎を娘隆（タカ）の娘婿として迎える。甚五郎は山崎甚五郎に改名。
1909年（明治42年）、台湾の精糖会社にサトウキビ運搬用貨車を大量納入した。1912年（明治45年）まで大口注文が続いた。
1910年（明治43年）12月、山崎久太郎は住友鋳鋼場に移行して以来ほぼ10年間努めてきた支配人の職を辞した。日本鋳鋼所時代を含めると11年を超える期間、製鋼のパイオニア技術者として活躍した。山崎が製鋼に全精力を傾け情熱をもって育て上げた住友鋳鋼場は、その後住友家（住友総本店）の個人経営から株式会社組織として株式会社住友鋳鋼所となり、1935年（昭和10年）に住友伸銅鋼管株式会社と合併して住友金属工業株式会社（現・日本製鉄）が発足し、同社製鋼所（大阪）として受け継がれ発展した。

### 実業家として
1916年（大正5年）4月、娘婿で工業試験所技師である山崎甚五郎から日本で大規模工業化が困難とされた苛性ソーダ（水酸化ナトリウム）の作製に試験所で成功した話を聞き今後について相談を受けた。久太郎はまず理化学研究所研究員である親戚の鈴木梅太郎にできた苛性ソーダの一部を見せ、助言に基づき品質に間違いないものであることを確かめた。次に知人の日本興業銀行総裁志立鉄次郎に相談したところ実業家の福澤桃介（福澤諭吉の娘婿、当時名古屋電灯社長）を紹介された。「日本の電力王」といわれた福澤桃介は木曽川などで水力発電による電源開発に次々と取り組んでおり、豊富な電力の使途として、新たに電気鉄道・電気製鋼・電気化学などの事業を手がけていた。電気を多量に消費する化学肥料・カーバイド・苛性ソーダ・晒粉などの電気化学工業は、電力需要変動の調整用の重要な需要先として着目されていた。久太郎は福澤からすぐさま苛性ソーダの事業化に向けて理解と基本的な合意を得た。
1916年5月、その合意を踏まえて福澤桃介の長子福澤駒吉と事業化試験の実施や共同事業などの話を進めた。山崎甚五郎が研究していたビリター・ライカム式電解槽による苛性ソーダの事業化を目的とした試験工場の設置が決まった。ただちに工場用地として名古屋電灯の名古屋市中区にある南武平町変電所に隣接した敷地（約150坪）が用意された。福澤駒吉は父桃介の意向を受けて資金提供し、山崎甚五郎の指導の下に苛性ソーダの試験工場である東海曹達工業所を建設した。1916年（大正5年）8月、東海曹達工業所は山崎甚五郎の技術指導により順調に稼働開始。200アンペアの電解槽22槽を設置していた。
1916年12月、東海曹達工業所における苛性ソーダ事業化の実証を踏まえて事業計画が策定され、福澤桃介や三菱の岩崎久弥らの出資により東海曹達株式会社が設立された。資本金は100万円。取締役社長に福澤駒吉、常務取締役に山崎久太郎、支配人に久留島通彦が就任。1917年（大正6年）12月、同社は名古屋市南区西築地の敷地（6,692坪）に大規模な電解工場を完成し、ビリター・ライカム式電解槽による苛性ソーダや晒粉などの本格生産を開始した。この頃、日本は第一次世界大戦による好景気に沸き、会社は順調に業績を伸ばした。
1927年（昭和2年）6月、苛性ソーダ事業を開始する契機となった娘婿の山崎甚五郎が病気のため45歳で早世した。
1928年（昭和3年）12月、福澤駒吉らの主導のもとに昭和曹達株式会社（東亞合成の前身）が設立された。福澤駒吉はじめ山崎久太郎、久留島通彦、田中福之助、飯田正英らが出資し払込資本金は90万円。取締役社長は福澤駒吉、筆頭取締役は山崎久太郎。本社は東京市麹町区丸の内。工場は名古屋市南区昭和町の敷地に建設されアーレン・ムーア式電解槽を採用した。同社は東海曹達の姉妹会社として設立され苛性ソーダ（当初年産2,160㌧）や晒粉（当初年産4,500㌧）を製造する新鋭工場であった。順次生産品目と生産能力が拡大され、1936年（昭和11年）には苛性ソーダの生産量は7,411㌧に達した。電力は福澤の水力発電会社である矢作水力株式会社から供給を受けた。福澤としては新工場の生産が軌道に乗り次第、東海曹達の事業を吸収する計画であった。実際には新たに鶴見曹達株式会社と四国曹達株式会社両社の完成を見た後の1936年末、東海曹達の事業を中止し解散した。
1928年頃、山崎久太郎は日本鋼製建具株式会社を創設した。渋沢正雄（渋沢栄一の三男）との共同事業で渋沢は監査役。資本金は20万円。山崎は関東大震災後の防災・耐火建築による復興需要にいち早く着目して、鋳鋼の知識と経験を活かして鋼製扉やシャッター、窓枠などの製造に乗り出した。同社の業績は優れた品質と耐火建築物の増大により拡大し、1935年（昭和10年）には従業員数が63名に達した。
1934年（昭和9年）5月、関東大震災で木造の社殿を焼失した神田神社（神田明神）は焼失神社としては日本最初の耐震耐火構造で、権現造を模した鉄骨鉄筋コンクリート造の本殿を約10年を要して完成した。本殿には日本産漆による総漆朱塗が施された。山崎の日本鋼製建具は神田神社再建に参画し、鋼製建具工事を全面的に請け負った。神田神社再建の設計顧問には辰野金吾に学んだ伊東忠太が就任し、設計監督は大江新太郎と佐藤功一が担当した。神社建築に画期的な耐震耐火設計がなされたのは、帝都復興院の建築局長にも就任した佐野利器の研究による耐震耐火建築材料の進展などが背後にあった。1935年（昭和10年）には、伊東忠太の設計により神田明神の向かいにある湯島聖堂大成殿も耐震耐火建築により再建された。
1942年（昭和17年）9月28日、死去。78歳。